# Stanislawski- und Nemirowitsch-Dantschenko-Musiktheater

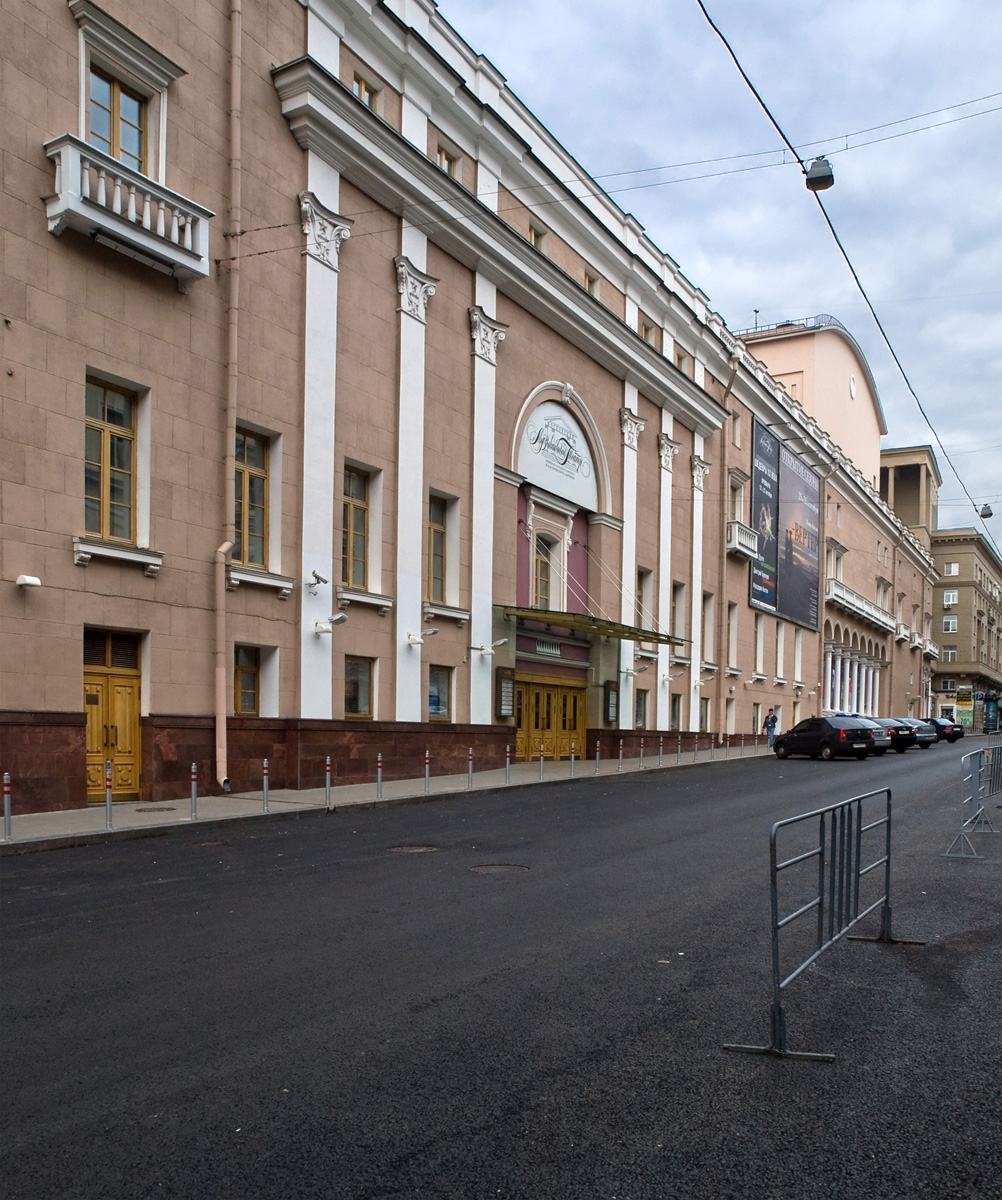
Stanislawski- und Nemirowitsch-Dantschenko-Musiktheater

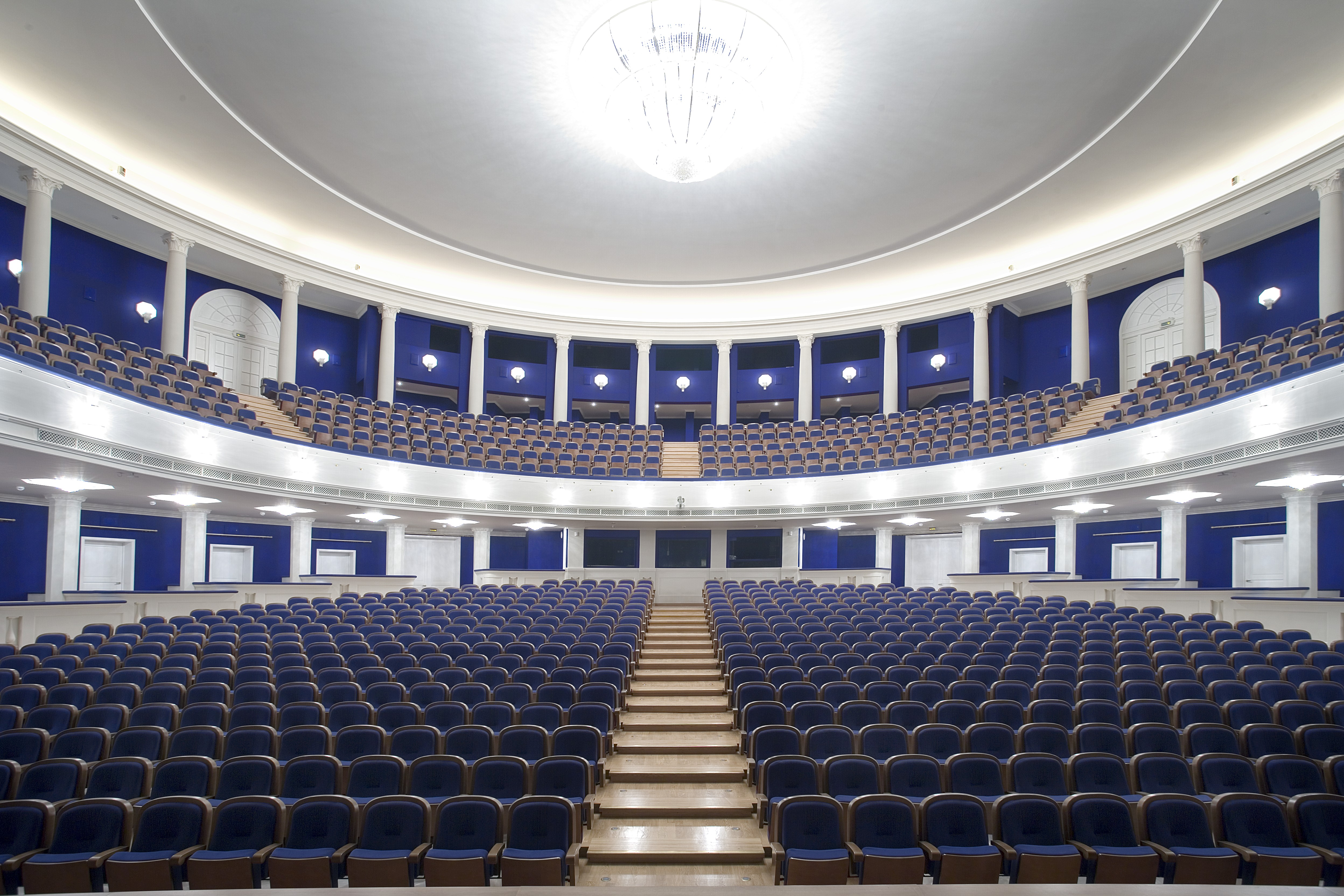
Auditorium

Das Stanislawski- und Nemirowitsch-Dantschenko-Musiktheater ist ein Opernhaus in Moskau.
Das Haus wurde von den Regisseuren Konstantin Stanislawski und Wladimir Nemirowitsch-Dantschenko gegründet. In seiner heutigen Form existiert es seit 1941, nachdem die Operntruppen des Moskauer Kunsttheater und dem Opernstudio des Bolschoi-Theaters vereinigt wurden. Das Theater galt als Laboratorium zur Schaffung neuer Opern- und Ballettaufführungen.
Nach Stanislawskis Tod (1938) übernahm Wladimir Nemirowitsch-Dantschenko die Leitung des Theaters, das bald darauf seinen heutigen Namen erhielt.
Im Oktober–Dezember 1941 war dieses Haus das einzige Theater in Moskau, das seine Arbeit nicht einstellte, obwohl ein Teil der Produktionen wegen Luftalarms ausfallen musste. Eine Reihe von Theaterkünstlern wurde später mit Medaillen „Für die Verteidigung Moskaus“ ausgezeichnet. 1964 wurde die Institution mit dem Titel Akademischen Theater ausgezeichnet, 1969 erhielt es den Orden des Roten Banners.
Gennadi Prowatorow leitete das Haus von 1961 bis 1965. 
Das Theater wurde 1989 und 2005 von Bränden heimgesucht.
Andrei Borissow ist seit 2020 Generaldirektor des Theaters. Die künstlerische Leitung der Opernsparte obliegt seit 1991 Alexander Titel. Laurent Hilaire zeichnete seit 2017 für das Ballett verantwortlich. Er trat am 27. Februar 2022 „angesichts der geopolitischen Lage“ von dieser Position zurück. Chefdirigent ist Felix Korobow.